# 滨海-喀斯特统计区
濱海-喀斯特統計區，是斯洛文尼亚的一个统计区。总面积1,044 km2，总人口112,942(2015)。该统计区位於斯洛維尼亞西部，與義大利、克羅埃西亞接壤，為全國唯一濱海的統計區，最大城市為港市科佩爾。